# なんでもQ
『なんでもQ』（なんでもキュー）は、NHK教育テレビ（現・Eテレ）で1995年4月から2006年3月まで放送された子供向け番組である。放送内容と時期によって『むしむしQ』『あにまるQ』『むしまるQ』『むしまるQゴールド』というサブタイトルが付けられていた。同番組のミニ版である『ぴりっとQ』も本項で扱う。

## 概要
自然環境・社会環境への興味をクイズで喚起する幼稚園・保育所向け環境教育番組。生き物の特徴をクイズと歌で紹介した、クイズバラエティ番組。
上記の通り放送内容と時期によってサブタイトルが付けられていたが、番組内でもこれらサブタイトルの方が大きく扱われているため、新聞のテレビ欄でも「むしまる」などと表記されることが多かった。
1996年度には第23回コンクール放送文化基金賞を受賞。
2013年6月29日 16時 - 17時 には、Eテレセレクション・お願い!編集長 「むしまるQ＆ドレミノテレビ」として、「むしまるQ（1997年10月4日放送）」と「むしまるQゴールド（2001年1月12日放送）」が再放送された。
2023年8月18日から9月8日までと同年10月13日から11月10日まで『Eテレタイムマシン』で「ぴりっとQ」が放送された。
2024年5月1日から5月22日までと同年9月11日から10月2日まで同番組で「むしまるQゴールド」が放送された。しかし放送尺の都合上、4問中2問と楽曲を再編集したバージョンでの放送となる。

## 放送
幼稚園・保育所の時間の枠の番組としての放送で、土曜日の放送を基本としていたが、本番組より編成上の都合により10時30分枠から9時枠に移行した。最終年はさらに土曜日9時枠を『うたっておどろんぱ』再放送用に譲ったため、本来再放送用であった金曜日9時15分枠が本放送となった。
なお、幼稚園・保育所の時間では、他に『しぜんとあそぼ』が放送されており、当時は自然科学寄りの番組が2種類並立していたことになる。

## 放送時間の変遷
| 期間                 | 番組名    | 番組名    | 番組名    | 番組名             | 放送時間（JST）          | 放送時間（JST）          | 放送時間（JST）          |
| 期間                 | むしむしQ | あにまるQ | むしまるQ | むしまるQ ゴールド | 朝                       | 朝                       | 夕方                     |
| 期間                 | むしむしQ | あにまるQ | むしまるQ | むしまるQ ゴールド | 金                       | 土                       | 木                       |
| -------------------- | --------- | --------- | --------- | ------------------ | ------------------------ | ------------------------ | ------------------------ |
| 1995年度             | ○         |           |           |                    | 09:15 - 09:30            | 09:00 - 09:15            | 16:05 - 16:20 （本放送） |
| 1996年度             | △         | ○         |           |                    | 09:15 - 09:30            | 09:00 - 09:15            | 16:05 - 16:20 （本放送） |
| 1997年度             | △         | △         | ○         |                    | 09:15 - 09:30            | 09:00 - 09:15 （本放送） | （放送なし）             |
| 1998年度             |           |           | △         |                    | 09:15 - 09:30            | 09:00 - 09:15 （本放送） | （放送なし）             |
| 1999年度             |           |           | △         | ○                  | 09:15 - 09:30            | 09:00 - 09:15 （本放送） | （放送なし）             |
| 2000年度 ～ 2002年度 |           |           |           | ○△                 | 09:15 - 09:30            | 09:00 - 09:15 （本放送） | （放送なし）             |
| 2003年度             |           |           |           | ○△                 | 09:15 - 09:30 （本放送） | （放送なし）             | （放送なし）             |

○：新作　△：再放送

## シリーズ一覧

### むしむしQ（第1シリーズ）
1994年に数回パイロット版が放送された後、1995年4月から1998年3月にかけて放送された昆虫のクイズ番組。
初期の問題数は5問だったが、後に4問となった。合言葉は「むしむしパワーでばぴっちょばぴばぺ」。
パイロット版第5回からミニコーナー、レギュラー化以降はオリジナル楽曲を1曲紹介する。この番組形態は以降のシリーズにも継続された。

### あにまるQ（第2シリーズ）
1996年4月から1998年3月にかけて放送された動物のクイズ番組。タイトルの由来は動物の英語「animal」から。合言葉は「ここなんとすなんきょっきょ」。

### むしまるQ（第3シリーズ）
1997年から1999年6月にかけて放送。このシリーズから昆虫と動物のクイズを両方扱うようになる。
タイトルは、「むしむしQ」と「あにまるQ」を合わせたもの。合言葉は「ぽっちゅわりわりぱんげらびぃ～」。
このシリーズからは夕方の放送が廃止されて朝のみの放送となった。
1998年は前年の再放送、1999年は「むしむしQ」「あにまるQ」のクイズ、ミニコーナー、楽曲をそのまま放送するパターンが登場した。

### むしまるQゴールド（第4シリーズ）
1999年6月から2004年3月にかけて放送。内容は第3シリーズとほぼ変化がないが、番組史上最も長く放送されたシリーズであり、『むしまるQ』といえば主にこの時期の内容を指すことが多い。合言葉は「ぷりゅちゅびよ〜んとうりゅたりほ〜」。
紹介された楽曲や使用されたBGMはパロディやアレンジがより一層強調された。例としてオープニングの曲調と演出は007シリーズのオープニングと類似しており、出題キャラの名前が表示する際のBGMは「ミッション:インポッシブルシリーズ」（『スパイ大作戦』）の前奏のパロディである。
1999年の第3回までのオープニングは「うららにおまかせ（「すてきなきみ」をバイオリンソロで弾いた曲）」だが、第4回からオープニングは「すてきなきみ」にマイナーチェンジし、映像も変更された。翌年以降は再放送においてもオープニングは「すてきなきみ」に統一される。

### ぴりっとQ
本シリーズの内容をクイズ1問と歌1曲に編集した5分番組。1999年4月12日から2006年4月1日まで放送された。オープニングの右上に「なんでもQ」のタイトルロゴが表示されない。合言葉は「ぺぽりぽらっちゅぴりっときゅ〜」。
うららの衣装は放送で使用されるクイズの初回放送時のシリーズの衣装となっており、クイズ部分の映像は正解発表を除き過去の映像をそのまま放送していた。
歌は平日の放送のみ一週間ごとに変更。尺の都合上、一部の楽曲は放送されなかった。

## 番組形式
毎回生き物に関する3択クイズを4問とミニコーナー、生き物にちなんだオリジナル楽曲を1曲放送する。
上記の通り「むしむしQ」では昆虫のみ、「あにまるQ」では動物のみをそれぞれ取り扱っていたが、「むしまるQ」以降は昆虫と動物の両方を取り扱うようになった。
オープニング後のうららの挨拶中に、今回ゲスト出演するクイズ出題キャラクターが順番にモニターに表示される。
「むしむしQ」の舞台設定がスタジアムだった名残で、コーナー終了後番組のスタジオに戻る度に拍手と歓声が鳴るのが定番である。
エンディングでは、うららが今回ゲスト出演したクイズ出題キャラクターを登場した順番に紹介した後、「（番組サブタイトル）パワーで、すちょぽろぴ～ん!」と叫んでからエンディング映像が流れる。「むしまるQ」までは、クイズ出題キャラクターが映ったモニター内にスタッフクレジットを表示していたが、「むしまるQゴールド」では、エンディング映像でスタッフクレジットが表示されている。

### 1回の放送形式
むしむしQ（初期）
- オープニング→1問目→2問目→ミニコーナー→3問目→4問目→歌→5問目→エンディング

むしむしQ（中期）〜むしまるQゴールド
- オープニング→1問目→2問目→ミニコーナー→3問目→歌→4問目→エンディング

ぴりっとQ
- オープニング→問題→歌→エンディング

### クイズ形式
クイズはまず進行役のうららが「次のクイズは、〇〇さんです（場合によっては「最初の〜」「続いての〜」など変化する）」と言って、モニターに出題するキャラクターの名前が表示される。
クイズが出題される前に、キャラクターそれぞれに用意された冒頭アニメーションが流される。
クイズの内容は、主に食べ物関係（好きな食べ物、どうやって餌を取るなど）、特技（何ができる、何をしているなど）、子供関係（卵、幼虫など）が多い。
シンキングタイムでは、うららが画面下から登場し、「ん〜、どれかな〜?」と言う。シンキングタイムの時に流れるBGMはシリーズによって異なる。
そして約10秒間のシンキングタイムが終わると、うららが「正解は、○番 です!」とお決まりのセリフで正解を発表。正解発表のBGMはシリーズによって異なる。
クイズの正解発表後、実写の映像と共に出題したキャラクターが解説または映像の生き物の翻訳・通訳を担当する。
「むしまるQ」及び「むしまるQゴールド」の問題は、昆虫クイズ2問ずつ、動物クイズ2問ずつという組み合わせである（一部例外あり）。
2問目と3問目、及び「ぴりっとQ」の問題は終了後に番組タイトルが画面の端から出てくる。
クイズ出題→シンキングタイム→正解発表→解説映像

## ミニコーナー
2問目と3問目の間に放送される。オープニングアニメーションが流れた後は実写映像のみでキャラクターによる解説は一切なし。主にクイズに出題されない生き物を中心に紹介する。歌のコーナーの尺で放送しない場合もある。
- むしむしQ（第1シリーズ）
  - 「でてこいへんなむし」 - 変わった名前の昆虫を紹介する。
  - 「エライぞ虫は空をとぶ」 - 空飛ぶ昆虫を紹介する。ザ・クリケッツが進行。紹介されたのは1回のみ。
- あにまるQ（第2シリーズ）
  - 「こんちはあかちゃん」 - 動物の赤ちゃんを紹介する。
- むしまるQ（第3シリーズ）
  - 「マータギーネスペース」 - 昆虫や動物を紹介する。オープニングには「徹子の部屋」に酷似した撮影スタジオが登場する。
- むしまるQゴールド（第4シリーズ）
  - 「Dr.ゾー」 - 世界の昆虫、動物、植物を紹介する。オープニングアニメーションは2パターン存在する。

## 出演キャラクター

### ナビゲーター（司会）
うらら
声：岡本かおり（パイロット版）→（レギュラー化以降）三石琴乃
たくさんの動物や昆虫たちにクイズを出題させるナビゲーターの女の子。小学5年生。横浜出身。普段は子供っぽい声で能天気かつ早口な口調だが、たまにナルシストで男勝りな口調の大人びた声になる。「ぷりゅちゅびよ〜んとうりゅたりほ〜」など意味不明な言葉を使ったり、下ネタやダジャレも言う事も度々ある。一人称は「うらら」または「あたし」。
「むしまるQゴールド」では、三石が演じていた『美少女戦士セーラームーン』の主人公・月野うさぎのような性格と声質になっており、セーラームーンの決め台詞をパロディにしたセリフを言ったことがある。
- 衣装は以下の通り。「ぴりっとQ」では、放送する問題が15分版で本放送された当時の衣装で登場する。
  - むしむしQ（第1シリーズ）の衣装：昆虫をイメージした、水玉模様のワンピースと触角の付いた衣装。
  - あにまるQ（第2シリーズ）の衣装：動物をイメージした、ネコ耳としっぽの付いた衣装。
  - むしまるQ（第3シリーズ）の衣装：蜂のようなヘルメットにネクタイとマントを付けた進化版衣装。スペシャル版である「むしまるQデラックス」では、三石自身がこの衣装の着ぐるみを着て司会を務めていた。
  - むしまるQゴールド（第4シリーズ）の衣装：ピンクを基調としたネコ耳とゴーグルが付いた進化版衣装。

### クイズ出題キャラクター
生き物のクイズを出題するキャラクター。以下の通り出題キャラクターには名前が設定されているが番組内でキャラクター名を言う事は少なく、司会のうららも「ちょうさん」「らいおんさん」と紹介するのがほとんどである（番組モニターの表記も同様）。キャラクター名は公式で販売されたVHSの裏面などに掲載されている。各キャラクターごとに、冒頭アニメーション、使用BGMが異なる。
「むしまるQゴールド」のオープニング映像には7行のアルファベットが2回登場するが、これは以下のキャラクターのモデルとなった生き物の英単語が並んでいる。

#### むしむしQから登場したキャラクター
擬人化した昆虫キャラクター。現代職業風に統一されている。なお実際の昆虫は足が6本のため腕が4本あり、足を合わせると6本になる（くものみ足が8本あるため腕が6本）。
カブト山（かぶとむし）
声：山田敦彦
冒頭セリフ：「どすこいどすこいどすこい! カブト山っす! クイズ一発、ぶちかますっす!」
カブトムシの相撲レスラー。ハワイ出身。一人称は「ワシ」。語尾に「〜っす」をつけて話す。驚くと手を振り回す癖がある。クイズ出題前に「よいしょ!」と四股を踏む。甲虫の仲間のクイズを出す。相撲風のBGMが使われている。番組全体を通して最も登場回数が多く、1問目を担当することが多かった。
アゲハちゃん（ちょう）
声：三石琴乃
冒頭セリフ：「本日は、ご来店誠にありがとうございます。クイズフロアーでございます。」
チョウのエレベーターガール。北海道出身。一人称は「わたくし」。語尾に「〜でございます」をつけて話す。ピンクの帽子とシャツがトレードマーク。語尾を出すとき、手を曲げてお辞儀するのが癖。解説は基本的に大人しめだが、興奮することもある。チョウの仲間のクイズを出す。優しげなBGMが使われている。むしまるQゴールドでは彼女に似た女性（羽と触角がなく手が2本）が登場したことがある。
パイロット版ではギャル（声：岡本かおり）で登場したがレギュラー化の際にエレベーターガールに変更され、ギャルはガ（まゆ子ちゃん）に置き換えられた。
かまやん（かまきり）
声：山中臨在（むしむしQ～むしまるQゴールド（第27回まで））→鈴村健一（むしまるQゴールド（第33回以降））
冒頭セリフ（むしむしQ～むしまるQゴールド（～第27回））：「でやでやでやでやどないちゅうてんねんホンマに〜。ほんならな、わてがクイズ出しまっさかい、きばったりや〜。」
冒頭セリフ（むしまるQゴールド（第33回～））：「なんや、自分客?あぁいらっしゃい!ほな、わっちの聞いたクイズ、出したるでぇ〜!」
大阪弁のカマキリ。大阪出身のたこ焼き売り。クイズ出題前に、「ほな、いきまっせ〜。」と言う。一人称は「わて」。「きばったりや〜。」が口癖。性格としゃべり方はナルシストでサングラスを掛けている。カマキリ以外にも、ナナフシなどの棒型昆虫のクイズを出す。BGMは関西風。
ミャーミャーズ（はち）
声：三石琴乃、岡本かおり、長倉理子（パイロット版、むしむしQ）→三石琴乃、葛城ゆい、榊原望（むしまるQ以降）
冒頭セリフ：「ミャー! ミャミャー! あたしらのクイズはちょっとムズカしいんじゃにゃーの? そーだわそーだわ!」
冒頭セリフ（むしまるQゴールド初回のみ）「ミャーミャミャミャーミャーミャー！あたしらのクイズはちょいと難しいだわ！そーだわそーだわ！」
名古屋弁の主婦3匹のハチ。商店街を高速に移動する。一人称は「あたし」。世間話のように解説する。解説後のセリフは「そーだわそーだわ!!」。ハチの仲間のクイズを出す。むしむしQとそれ以外ではBGMが異なっていた。
田鼈氏（たがめ）
声：三浦克也
冒頭セリフ：「お忙しい所ご苦労様です。ああ、わたくし『たがめ』と申します。では、早速クイズです。」
タガメのサラリーマン。冒頭に「たがめ」と書かれた名刺を差し出す。一人称は「わたくし」。恥ずかしがり屋。七三分けでスーツを着ている。非常にモタモタした話し方で、語尾に「〜です」「〜であります」をつけて話す。タガメ以外に、マツモムシやミズカマキリなどの水生昆虫のクイズを出す。若干ほのぼのとしたBGMが使われている。
まめお君（あり）
声：長倉理子（むしむしQ、むしまるQ、ぴりっとQ）→松本さち（むしまるQゴールド、ぴりっとQ）
冒頭セリフ（むしむしQ、むしまるQ）：「まいどー! クイズを届けに上がりました。僕のクイズはとってもおいしいよ!」
冒頭セリフ（むしまるQゴールド）：「まーいどー! アントピザっす! ご注文のクイズ、トッピングスペシャルっす!」
アントピザの宅配便のアリ。福岡出身。冒頭に「まいどー!」とスクーターに乗りながら、挨拶する。一人称は「僕」。口癖は、「〜っす」。彼のみクイズ出題時にスクーターの荷台から取り出したピザの箱からクイズを出す。アリの仲間に関するクイズを出す。タガメ同様、ほのぼのとしたBGMである。
オクト婆さん（くも）
声： 岡本かおり（パイロット版～むしむしQ）→榊原望（むしまるQ以降）
冒頭セリフ：「（呪文を唱えた後）ムム! クイズに答えろと出たぞ。」
水晶占いをしている占い師のクモ。国籍不明。彼女のみ、解説後は魔法で消えながら怪しく笑う。一人称は「ワシ」。語尾に「〜じゃ」をつけて話す。クモの仲間のクイズを出す。占い師というより、魔術師のイメージのBGMが使われている。
ひかるちゃん（ほたる）
声：岡本かおり（パイロット版）→小川範子（むしむしQ以降）
冒頭セリフ（むしむしQ）：「ねぇねぇ、知ってる?! 知ってる?! あたしのクイズはピッカリピ〜よ!」
冒頭セリフ（むしまるQ、むしまるQゴールド）：「なんだかさみしい放課後は、あたしのクイズでピッカリピ〜よ!」
優等生タイプの女子高生のホタル。放課後はいつも居残り。一人称は「あたし」。「ピッカリピ〜よ」が口癖。セーラー服で眼鏡っ子。ホタルの仲間のクイズを出す。アゲハちゃんのBGMを、学校のチャイムで演奏したBGMを使用している。女性キャラで唯一冒頭セリフが変更されている。
ジェット君（とんぼ）
声：三浦克也
冒頭セリフ：「OK!みんな元気かい? 僕とクイズで、スーパーファイトだ!」
トンボの航空機のパイロット。アメリカ中西部出身。冒頭で航空機からスカイダイビングをするが、パラシュートなしで自分の羽で飛んでいる。トンボの目のようなゴーグルをかけている。航空自衛隊の服を着ている。外国かぶれのナルシスト口調。一人称は「ボク」または「ミー」。トンボの仲間のクイズを出す。外国風のBGMである。
セーミン（せみ）
声：三浦克也
冒頭セリフ：「ミミーン、セミーン。わたしのクイズはとても芸術的デース。」
セミの指揮者。ロシア出身。「ミミーン、セミーン」が口癖。一人称は「わたし」。語尾に「〜デース」をつけて話す。タキシードを着ている。セミの仲間のクイズを出す。やや静かなBGMである。
ザ・クリケッツ（こおろぎ）
声：ザ・キング・トーンズ（むしむしQ）→森川智之、高木渉（むしまるQ、むしまるQゴールド）
コーラス部分のみ：デューク・エイセス
冒頭セリフ（むしむしQ）：「（コーラス後）Thank you! Are you lady? オレ達のチョットHeabyなクイズにTryしてくれよぅ!」
冒頭セリフ（むしまるQ以降）：「（コーラス後）Thank you! Are you lady? Hey mens! オレ達のクイズはチョットHeabyだゼ!」
コオロギのコーラス・グループ。ニューヨーク出身。冒頭シーンが最も長い。冒頭でリムジンに乗る。デブ、チビ、ガリ、のっぽの4匹のコオロギであり、チビがリーダー。一人称は「オレ」。4匹が交互に話す。スズムシやキリギリスなどのコオロギの仲間のクイズを出す。番組全体を通して登場回数は非常に少ない。BGMはデューク・エイセスの持ち歌である『ライオンは寝ている』。
まゆ子ちゃん（が）
声：三石琴乃
冒頭セリフ：「てゆうかてゆうかてゆうか〜 あたしのクイズでノリノリ系ってカンジ〜?」
口調がギャル系のガ。一人称は「あたし」。吉祥寺出身。「むしむしQ」でヨナクニサンのクイズを出した一度のみの登場。ギャル系なのでBGMもギャル系である。「カブトムシは840円」にも登場する。
元々はパイロット版のアゲハちゃんのキャラクターデザインであり、羽や衣装の配色が変更されている。

#### あにまるQから登場したキャラクター
擬人化した動物キャラクター。時代劇風に統一されている（だちょうを除く）。
空っ風の獅子太郎（らいおん）
声：佐藤淳
冒頭セリフ：「クイズ探して一人旅、風があっしを呼んでいる…。空っ風の獅子太郎でござんす!」
ライオンの旅人。股旅姿。一人称は「あっし」。語尾に「〜でござんす」をつけて話す。基本的に冷静で落ち着いた性格だが、解説では興奮することもある。ライオン以外に、トラやヒョウなどの肉食動物のクイズを出す。BGMは三味線を使用。
ヒポポ玉姫（かば）
声：麻見順子
冒頭セリフ：家来「下ニ～、下ニ。」カバ「ふぁ〜。なんじゃ! わらわは姫じゃ。暇じゃ、暇つぶしにクイズじゃ!」
駕篭に乗ったカバの姫。暇潰しにクイズを出題する。解説開始時と終了時に「お〜っほっほっほっほ…」と高笑いをする。一人称は「わらわ」。カバの他にシカ、ウシ、サイ、バク、ウマ、ブタなど、中型～大型の哺乳類のクイズを出す。のんびりとしたイメージの強いBGMが使われている。
木幟屋猿之助（さる）
声：古田信幸
冒頭セリフ：客（藤本）「いよっ、待ってました!」客（緒方）「猿之助、日本一!」 サル「猿のクイズが猿知恵と、バカにするなら、あ、やってみれ!」
サルの歌舞伎役者。外見はマンドリル。冒頭の客（声優：緒方賢一、藤本譲）の声で見得を切る、解説中も見得を切るのを欠かさない。七五調で話す。一人称は「ワシ」。サルの仲間のクイズを出す。歌舞伎風のBGMだが、冒頭ではエレキギターも使用されている。
蔭手伊流蔵（ぞう）
声：藤本譲
冒頭セリフ：「げほー! デカ影参上。いざ、勝負! 忍法・クイズ恩返し。」
ゾウの忍者。通称：デカ影丸。黄色い忍び装束を着ている。ネズミよりも足が遅く、いつも屋根に穴をあけてしまう。カブト山と同様に、登場の際には、よく1問目を担当した。一人称は「拙者」。語尾に「〜でござる」をつけて話す。解説後のセリフは「本日はこれにて、さらばじゃ!」。ゾウ以外に、キリンなどの草食動物のクイズを出す。忍者に相応しいBGMが使われている。
冒頭BGMは「007シリーズ」に類似したものを使用している。
かん吉（かんがるー）
声：こおろぎさとみ
冒頭セリフ：おっかさん「あら、どうも〜」 かん吉「あ〜あ…。ねぇねぇ、オイラ達とクイズして遊ぼう!」
おっかさん（声：三石琴乃）の育児嚢に入った赤ちゃんカンガルー。一人称は「オイラ」。おっかさんが長話の井戸端会議をしている間、クイズで遊ぼうと誘う。カンガルーの他に、有袋類のクイズを出す。BGMはやや大人しめ。
ペ組のペー太（ぺんぎん）
声：三石琴乃
冒頭セリフ：「ぺいぺいぺいぺい!! どいたどいたどいたぁ!! 火事だいケンカだいお祭りだい!! おおっと! それよりクイズだい!!」
ペンギンの火消し屋。せっかちな性格でドタバタ走り出す。江戸っ子口調で話す。「ぺいぺい」が口癖。一人称は「オイラ」。ペンギンの仲間のクイズを出す。江戸っ子風のBGMである。
のろ足の亀五郎（かめ）
声：緒方賢一
冒頭セリフ：ウサギ「ご・ご・ごめんよ!」 カメ「なんやお急ぎでんなぁ〜。あんなんはほっといて、あてらはクイズで一休みしましょっか。」
カメの飛脚。性格は温厚かつ能天気で、いつも冒頭でウサギの飛脚（声：三石琴乃）に追い越される。ダチョウやカマキリなどと同様、関西弁で喋る。一人称は「あて」。カメ以外にも、ヘビやトカゲやカエルなど爬虫類や両生類のクイズを出す。性格の通り、のんびりとしたBGMである。
アンドレア・オーストリッチ（だちょう）
声：葛城ゆい
冒頭セリフ：「クェ〜クェクェクェクェ〜! 私、面白いクイズ、ぎょうさんぎょうさん知ってまんねーん、ちょっとどうでっかー?」
ダチョウのポルトガル人の貿易商。動物キャラの中では唯一時代劇の役回りではない。冒頭でトイレから出て来る。口調は若干間延びした関西弁で、語尾に「〜でオマース」を付けて話す。「クェクェ〜」が口癖。一人称は「ワタシ」。ダチョウの他に、鳥類やコウモリのクイズを出す。関西弁だが、なぜかBGMでは銅鑼（どら）が使われている。

#### むしまるQから登場したキャラクター
山子舞州之守忠輔（ねずみ）
声：三石琴乃
冒頭セリフ：家来「マウスの神様、おな〜り〜!」 ネズミ「おお、クイズじゃ。」
ネズミの殿様。部屋は壁の小さな穴の中に住んでいる。クイズを出題時、「構わぬ即答を許すぞ。」と言う。一人称は「わし」。語尾に「〜じゃ」をつけて話す。ネズミの仲間やウサギなどの小動物のクイズを出す。紹介した動物が特技などを披露すると「あっぱれ～」「褒めて遣わす、ホメホメ～」と言うのがお約束。殿様をイメージしたBGMが使われている。
イカ方柔次・骨抜きの八（いか・たこ）
声：藤本譲（いか）、こおろぎさとみ（たこ）
冒頭セリフ：タコ「大変だい、大変だい! イカ方の親分!」 イカ「なんでぃハチ!」 タコ「ク・ク・ク・クイズだぃ!」 イカ「オゥ! 謎解きならオイラ達の出番よっ!」
イカの岡っ引とタコの下っ引のコンビ。いつも漫才をしており、イカがボケでタコがツッコミ。イカはいつものんびりしており、解説ではとぼけた言動が散見される。タコは親分のそうした言動に対していつも、「このイカ」や「あんた」などとひどく言う毒舌家である。一人称はイカは「ボクちゃん」（冒頭では「オイラ」）、タコは「オイラ」または「あっし」。サンゴやカニや魚類などのクイズを出す。本番組唯一の軟体動物のキャラクター。他の出題キャラクターと比べBGMがコミカル調。

### その他
ドラキュラ
声：三浦克也
「むしむしQ」初期の歌コーナー「ソウルバンパイヤ」のMC。CGキャラクター。登場したのは6回のみ。
Dr.ゾー
声：三石琴乃
「むしまるQゴールド」のミニコーナー「Dr.ゾー」に登場する悪の支配者の象。世界征服を目指している。語尾に「〜でちゅ」を付けて話す。名前の由来は「ドクター・ノオ」。

## 番組デザイン

### 番組のスタジオ
- パイロット版：部屋の机に止まった昆虫の背中にあるスタジアム。
- むしむしQ：宇宙空間から飛んできた昆虫の中にあるスタジアム。
- あにまるQ：旅館のロビー。
- むしまるQ：UFOの内部。背景にたくさんの星が回る。昆虫のクイズと動物のクイズで背景の色が変わる（昆虫のクイズは青、動物のクイズは赤）。昆虫のクイズはカブトムシのマーク、動物のクイズはゾウのマーク。
- むしまるQゴールド：背景に20個の●で構成されたスタジオ。テレビのアンテナが回る。
- ぴりっとQ：水中。海藻やクリオネがいる。

### 選択肢のデザイン
- 1番は青で左上、2番は緑で右上、3番は赤で右下に表示される。
- むしむしQ：虫眼鏡をモチーフにしている。
- あにまるQ：双眼鏡をモチーフにしている。このシリーズから選択肢のパネルが画面に大きく映し出されてから並ぶようになった。
- むしまるQ：目と足が4本のテレビ型のモニター。
- むしまるQゴールド：四角い波線で選択肢の数字の周りが楕円形。

### 正解発表のアニメーション
- むしむしQ：背景の色が高速に変わり、幾何学的記号が左から右へと移動する。数字の色は赤。
- あにまるQ：配色の違う動物キャラクターの顔が高速に変わる。また、正解の数字が出てくる時、数字が立体になる。
- むしまるQ：円の中で選択肢の色が時計回りに変化する。正解の数字が出てくる時、背景はその正解の数字の色になる。数字の色は黄色。
- むしまるQゴールド：選択肢の色が交互に変わる。正解の数字が出てくる時、背景はその正解の数字の色になる。
- ぴりっとQ：数字が変化する。正解の数字になる時、背景はその正解の数字の色になる（1番は昆虫、2番は葉っぱ、3番は音符）。数字の色は黄色。

### クイズ背景
- パイロット版：黄土色の渦巻き。
- むしむしQ：コルク模様に「むしむしQ」と彫ってある。
- あにまるQ：薄緑色に動物の足跡。
- むしまるQ：黄緑色の背景で、土星に足が生えたマークが並んでいる。
- むしまるQゴールド：黄色い●が並んでいる。

## 番組で放送された楽曲一覧
3問目と4問目の間に放送される。番組中に流された楽曲は約70曲。初期は幼児向けを意識したものが多かったが、ザ・ビートルズやザ・ビーチ・ボーイズ、サンタナなどかつての人気アーティストのパロディや、フュージョン系やクラシックなど凝ったアレンジが施された曲が次第に聴かれるようになった。歌手も有名アーティストを中心とした人物が多い。☆がつく曲はなんでもQデラックスにて歌手本人が歌唱した映像が使われている。
楽曲は全てCD化がされている一方、ビデオクリップはVHS・DVDが販売されているものの全楽曲の収録は2018年現在も行われていない。

### むしむしQ（第1シリーズ）
| 曲名                             | 歌手                      | 作詞       | 作曲・編曲 | 備考                                                                              |
| -------------------------------- | ------------------------- | ---------- | ---------- | --------------------------------------------------------------------------------- |
| イモムシロック                   | 桑田靖子                  | 里乃塚玲央 | つのごうじ | この3曲は「ソウルバンパイヤ」内で紹介され、ビデオクリップにはドラキュラ達が映る。 |
| ケンカだ ケンカだ                | チャイルド・ビート        | 里乃塚玲央 | つのごうじ | この3曲は「ソウルバンパイヤ」内で紹介され、ビデオクリップにはドラキュラ達が映る。 |
| VIVA KATATSUMURI                 | 北川浩                    | 里乃塚玲央 | つのごうじ | この3曲は「ソウルバンパイヤ」内で紹介され、ビデオクリップにはドラキュラ達が映る。 |
| フン・フン・フンコロガシ☆        | 水木一郎                  | 里乃塚玲央 | つのごうじ |                                                                                   |
| カラオケ・オケラのカラオケラ     | 三石琴乃                  | 里乃塚玲央 | つのごうじ |                                                                                   |
| ダンゴ・ダンゴムシ               | 石塚英彦 （ホンジャマカ） | 里乃塚玲央 | つのごうじ | CDでは「ダンゴ・ダンゴムシは考えた」と表記。                                      |
| カマキリのかあちゃん             | 日出郎                    | 里乃塚玲央 | つのごうじ |                                                                                   |
| まったく、まったく、まったクモー | 富沢美智恵                | 里乃塚玲央 | つのごうじ |                                                                                   |

- 番組のテーマソングである「はてなのはね」は「むしむしQ」のCD・VHSに収録されたが、番組内で放送されたことは一度もないためここでは載せていない。
- このシリーズのみ楽曲は2回交代制であり、出題キャラが違う2パターンがそれぞれ存在した[注釈 19]。

### あにまるQ（第2シリーズ）
| 曲名                           | 歌手                         | 作詞       | 作曲・編曲 | 備考 |
| ------------------------------ | ---------------------------- | ---------- | ---------- | --- |
| ウシのいぶくろ                 | 団しん也                     | 里乃塚玲央 | つのごうじ | |
| あいつのなまえはナマケモノ     | こおろぎさとみ               | 里乃塚玲央 | つのごうじ | |
| クロック・ロックにわとりじゃん | 山根麻衣                     | 森由里子   | 小杉保夫   | |
| ニッポンのたぬき               | 知久寿焼 （元たま）          | 斎藤久美子 | 濱田理恵   | |
| とべとべコウモリ               | 石原慎一 〈語り〉藤本譲      | 日暮真三   | 堀井勝美   | |
| イカスミダ・タコスミダ☆        | 影山ヒロノブ （JAM PROJECT） | 里乃塚玲央 | つのごうじ | |
| ラッコのひみつ                 | ウガンダ・トラ               | 北吉洋一   | 中村誠一   | |
| アリとアリクイ                 | 水木一郎 橋本潮              | 里乃塚玲央 | つのごうじ | |
| ただしいこぶた                 | 坂田おさむ                   | 斎藤久美子 | 赤坂東児   | 1997年1月に販売した「あにまるＱ」のCDには唯一未収録であり、同年5月に販売した「むしまるＱ」のCDで初収録される。 |

### むしまるQ（第3シリーズ）
| 曲名                       | 歌手                                     | 作詞       | 作曲・編曲 | 備考 |
| -------------------------- | ---------------------------------------- | ---------- | ---------- | --- |
| はてなのはね☆              | 影山ヒロノブ （JAM PROJECT）             | 里乃塚玲央 | つのごうじ | 上記の通り「むしむしQ」のテーマソングだが、「むしまるQ」で初めて放送された。 映像の一部にパイロット版のオープニング、エンディングが使われている。         |
| キリンのキリコはねむれない | 塙一郎                                   | 亜蘭知子   | 西原俊次   | 間奏に『ライオンは寝ている』の一節が使用されている。 |
| カブトムシは840えん        | 三石琴乃 堀江真知子                      | 里乃塚玲央 | 堀井勝美   | 三石琴乃が番組内で担当しているうららなどのキャラクターが台詞付きで登場する。 歌詞に登場する金額は放送当時の消費税5％基準である。                          |
| ヘビメタ・スネーク☆        | KWEEN                                    | 箱石桂子   | 西原俊次   | 間奏のギター・リフはQueenの『The Prophet's Song』。 VHS「むしまるQ ソングコレクション」では「むしまるQデラックス」のKWEENが歌唱した映像が収録されている。 |
| ライオンのドンファン       | 石原慎一 二又一成                        | 日暮真三   | 堀井勝美   | 放送では2番を使用。 VHS「むしまるQ ソングコレクション」では第3シリーズで唯一未収録。                                                                      |
| あいのうんち☆              | keith R. Haines                          | 暖簾屋丈   | 堀井勝美   | スタイリスティックスの『愛がすべて』をアレンジしている。                                                                                                  |
| おしえてティラノサウルス   | 塙一郎 CIAO                              | 亜蘭知子   | 西原俊次   | ベイ・シティ・ローラーズの『サタデー・ナイト』をアレンジしている。                                                                                        |
| チョウの来た道☆            | 堀江美都子                               | 里乃塚玲央 | 佐橋俊彦   | 放送では2番を使用。歌詞テロップあり。 |
| ハチのひとこと             | 宮内タカユキ 〈ハチ〉宮内真友            | 里乃塚玲央 | 佐橋俊彦   | 間奏に『熊蜂の飛行』の一節が使用されている。 |
| サナギのきもち             | 田中真弓 〈お囃子〉SANAGI オールスターズ | 里乃塚玲央 | 小杉保夫   | |

- このシリーズから洋楽のパロディやアレンジが中心となる。
- 1998年度以降の放送では1997年12月に発生したポケモンショックの影響により、「むしむしQ」～「むしまるQ」の一部の楽曲の映像が修正された[注釈 22]。

### むしまるQゴールド（第4シリーズ）
| 曲名                                    | 歌手                                                            | 作詞                  | 作曲・編曲                     | 備考 |
| --------------------------------------- | --------------------------------------------------------------- | --------------------- | ------------------------------ | --- |
| すてきなきみ                            | 細川俊之 うらら（三石琴乃）                                     | 里乃塚玲央 暖簾屋丈   | 堀井勝美                       | むしまるQゴールドのテーマソング。 |
| ピーター・プランクトン                  | GENKI                                                           | 里乃塚玲央            | 堀井勝美 鳴瀬喜博（編曲のみ）  | ピーター・フランプトンの『show me the way』をアレンジしている。                                                                                          |
| じいちゃんは、ホタルになった。          | 速水けんたろう                                                  | 里乃塚玲央            | 堀井勝美                       | 歌詞テロップあり。 |
| チョー（E）!                            | 飯島譲治 木田達実                                               | 桑原永江              | 西原俊次                       | ビートルズの『シー・ラヴズ・ユー』をアレンジしている。 音源はモノラル音源である。 歓声があるバージョンと無いバージョンが存在する。                       |
| フクロウはしっている                    | おおたか静流                                                    | 里乃塚玲央            | 堀井勝美                       | 歌詞テロップあり。 |
| 恋してウミガメ                          | 川村万梨阿                                                      | 桑原永江              | 堀井勝美                       | |
| カエルのへそのお                        | MISUMI                                                          | 里乃塚玲央            | 堀井勝美                       | ソニー・ロリンズの『Alfie's Theme』をアレンジしている。                                                                                                  |
| 哀愁のヨーロッパ・バイソンやねん        | 影山ヒロノブ （JAM PROJECT） 〈ギターソロ〉江口・ヨンタナ・正祥 | 桑原永江              | 西原俊次                       | カルロス・サンタナの『哀愁のヨーロッパ』をアレンジしている。                                                                                             |
| サバク・サバイバル 〜人類ラクダ化計画〜 | ブッチャー・浅野 〈語り〉三浦克也                               | 桑原永江              | 堀井勝美                       | |
| いのちのかね                            | 金子マリ おおたか静流 GENKI 野村義男                            | 里乃塚玲央            | 堀井勝美                       | 歌詞テロップあり。 |
| サーモンU.S.A                           | 杉山清貴 〈コーラス〉リーチ・ボーイズ                           | 亜蘭知子              | 西原俊次                       | ザ・ビーチ・ボーイズの『サーフィン・U.S.A.』をアレンジしている。                                                                                         |
| カニクイザルのゆううつ                  | 蓮見浩二 飯島譲二 〈コーラス〉ナシゴレンジャーズ                | 里乃塚玲央            | 西原俊次                       | ビートルズの『愛こそはすべて』をアレンジしている。 なお、イントロはインドネシアの国歌である。                                                            |
| カンガルー・ジャンプ                    | 小林優美                                                        | 桑原永江              | 大森俊之                       | ジャミロクワイの『Canned Heat』をアレンジしている。 |
| カレイなるヒラメ                        | 松尾貴史                                                        | 里乃塚玲央            | 鳴瀬喜博                       | |
| だいQ〜ハラ、イッパイ、ヘッタ〜         | 東京珍獣合唱隊 （東京ホームコーラス）                           | 里乃塚玲央            | 堀井勝美                       | ベートーヴェンの交響曲第9番をアレンジしている。 |
| シロクロつけてくだサイ                  | 高橋洋子                                                        | 暖簾屋丈              | 大森俊之                       | |
| へ、へ、へ、へっぴりむし                | パトリック・ヌジェ 川村万梨阿                                   | 里乃塚玲央            | 大森俊之                       | |
| ぞうがめ                                | GENKI                                                           | 木本慶子              | 難波弘之                       | |
| かなしきサラブレッド                    | 長谷川きよし                                                    | 里乃塚玲央            | 堀井勝美                       | |
| ロバにのっていこう                      | アリシオン （外山亜里奈・鈴木詩織）                             | 里乃塚玲央            | 大森俊之                       | 連続テレビ小説「ちゅらさん」の第13週第70回と第14週第80回では、主人公の弟・恵達が所属するロックバンドの曲という設定で、この曲を歌唱するシーンがある。     |
| ボス豚（とん）                          | 鈴木トオル 〈ギター・オーケストレーション〉江口・ヨンタナ・正祥 | 亜蘭知子              | 西原俊次                       | ボストンの『ドント・ルック・バック』をアレンジしている。                                                                                                 |
| スワローアゲイン（夏が来る）            | 本田義博                                                        | 暖簾屋丈              | 堀井勝美                       | ギルバート・オサリバンの『Alone Again』をアレンジしている。                                                                                              |
| ミ・ツ・バ・チャ・い・た・い            | 影山ヒロノブ（JAM PROJECT）                                     | 里乃塚玲央            | 小杉保夫                       | ポリスの『Every Breath You Take』（邦題：『見つめていたい』）をアレンジしている。                                                                        |
| じみへん                                | 中村裕介 〈ギター〉江口・ヨンタナ・正祥                         | 亜蘭知子              | 西原俊次                       | ジミ・ヘンドリックスの『Purple Haze』と『Spanish Castle Magic』をアレンジしている。                                                                      |
| カキはえいゆう                          | GENKI                                                           | 里乃塚玲央            | 堀井勝美                       | トム・ジョーンズの『よくあることさ』をアレンジしている。                                                                                                 |
| トゲナナフシかげきだん                  | 日向薫 堀江美都子                                               | 里乃塚玲央            | 堀井勝美                       | |
| ナメク☆ジノバネリ 〜NEVER LOSER〜       | 中西保志                                                        | 平方宏明              | 大森俊之                       | ジノ・ヴァネリの『Appaloosa』をアレンジしている。 |
| クロハゲワシのワケ                      | おおたか静流                                                    | 里乃塚玲央            | 堀井勝美                       | |
| ミドリガメのうた                        | イサム＆ヨーコ・フロリダ'66 （石塚勇、高橋洋子）                | 平方宏明              | 大森俊之                       | セルジオ・メンデスの『Sergio Mendes & Brasil 66』から『Mas Que Nada』（マシュ・ケ・ナダ）アレンジ。 歌手名もアルバムタイトルから。歌詞テロップあり。     |
| みずのなかのちいさなクマ                | はっぴいENDO                                                    | 平方宏明              | 大森俊之                       | はっぴいえんどの『風をあつめて』をアレンジしている。 |
| あうんのドッグ                          | 岩本恭生                                                        | 亜蘭知子              | 西原俊次                       | エルヴィス・プレスリーの『ハウンド・ドッグ』をアレンジしている。                                                                                         |
| もえよ!クチバシ 〜カモノハシへのみち〜  | オージー・ケン・ジュエル （馬場健二郎）                         | 亜蘭知子              | 西原俊次                       | ビリー・ジョエルの『The Stranger』をアレンジしている。                                                                                                   |
| ハムスターのひげき                      | 千葉繁&ハムスターズ                                             | 里乃塚玲央            | 堀井勝美                       | バグルスの『ラジオ・スターの悲劇』をアレンジしている。                                                                                                   |
| ホタル・カリフォルニア                  | 生沢佑一&シーガルズ 〈ギター〉江口・ヨンタナ・正祥              | 亜蘭知子              | 西原俊次                       | イーグルスの『ホテル・カリフォルニア』をアレンジしている。                                                                                               |
| ウーパークィーンのきゅうでん            | 阪口あやや （阪口あや）                                         | 平方宏明              | 大森俊之                       | キング・クリムゾンの『太陽と戦慄パートⅡ』をアレンジしている。                                                                                            |
| マッコウクジラはせんすいキング          | KATSUMI 〈演奏〉江口・ヨンタナ・正祥&はい!万平連欧州旅行です。  | 亜蘭知子              | 西原俊次                       | ジャーニーの『Separate Ways』、ヨーロッパ の『The Final Countdown』、イエスの『Owner Of A Lonely Heart』、ヴァン・ヘイレンの『Jump』をアレンジしている。 |
| ドシラの歌                              | 堀江美都子 オカンズ                                             | 里乃塚玲央 ペギー葉山 | 大森俊之 R.ロジャーズ 小森昭宏 | 『サウンド・オブ・ミュージック』より「ドレミの歌」をアレンジしている。                                                                                   |
| キミチーター （ぼくらはヒョウ）         | 川村万梨阿                                                      | 里乃塚玲央            | 堀井勝美                       | ABBAの『Chiquitita』をアレンジしている。 |
| ち・ぶ・さ                              | MISUMI                                                          | 里乃塚玲央            | 堀井勝美                       | |
| 大脱皮のテーマ                          | なるちょ （鳴瀬喜博） 東京珍獣合唱隊 （東京ホームコーラス）     | 里乃塚玲央            | 堀井勝美                       | |

- それまでほぼ全楽曲のビデオクリップに存在した実写映像が次第に使用されなくなる。
- 「すてきなきみ」は第3回放送のエンディングとして放送されたが、翌年の再放送では「チョー（E）!」に差し替えられた。その後は主に「ぴりっとQ」で放送。
- アンディ・フグと河豚をかけた楽曲「Fighter the FUGU（歌：水木一郎）」は2000年度に放送を予定していたが、アンディが同年8月24日に急逝したことを受けて急遽お蔵入りとなる。8年後に『みんなのうた』で放送された「なんのこれしき ふろしきマン」のCDにB面として初収録。

## スペシャル版
- あにまるQ正月スペシャル
1997年1月1-3日　8:54 - 9:20
- むしまるQデラックス
1997年12月31日　8:00 - 9:00
『つくってあそぼ』『たっくんのオモチャ箱』『いないいないばあっ!』『うたってオドロンパ』の出演者が2チームに分かれてクイズ対決を行ったスペシャル番組。三石琴乃がうららの着ぐるみで司会を担当した。歌コーナーの映像は歌手本人が出演し歌唱した特別仕様で、エンディングには影山ヒロノブが「はてなのはね」を出演者と歌唱して締めくくった。

## スタッフ
- 監修 - 城田安幸 → 岩附信紀
- 構成 - 小林敬直
- CG制作 - 青木俊直、新谷プン
- 音楽 - つのごうじ、堀井勝美
- 制作・著作 - NHK

## 放送リスト

### むしむしQ（第1シリーズ）
| 回     | 出題キャラ | 出題キャラ | 出題キャラ | 出題キャラ | 出題キャラ             | でてこいへんなむし               | 曲                       | 初回放送日     |
| 回     | 1問目      | 2問目      | 3問目      | 4問目      | 5問目                  | でてこいへんなむし               | 曲                       | 初回放送日     |
| ------ | ---------- | ---------- | ---------- | ---------- | ---------------------- | -------------------------------- | ------------------------ | -------------- |
| 1      | かぶとむし | ちょう     | せみ       | たがめ     | かまきり               |                                  | イモムシロック           | 1995年04月13日 |
| 2      | かぶとむし | ちょう     | たがめ     | あり       | せみ                   | おこりむし                       | イモムシロック           | 1995年04月22日 |
| 3      | ちょう     | せみ       | はち       | ほたる     | とんぼ                 |                                  | ケンカだ ケンカだ        | 1995年05月13日 |
| 4      | かぶとむし | くも       | ちょう     | たがめ     | はち                   | サッカーむし                     | ケンカだ ケンカだ        | 1995年05月27日 |
| 5      | かぶとむし | はち       | ほたる     | たがめ     | せみ                   | ありじごく                       | VIVA KATATSUMURI         | 1995年06月10日 |
| 6      | ちょう     | かまきり   | はち       | ほたる     | かぶとむし             |                                  | VIVA KATATSUMURI         | 1995年06月24日 |
| 7      | ちょう     | ほたる     | はち       | たがめ     |                        | きょうふのあな                   | フン・フン・フンコロガシ | 1995年07月08日 |
| 8      | かぶとむし | こおろぎ   | とんぼ     | くも       |                        | 1995年08月31日                   | フン・フン・フンコロガシ |                |
| 9      | かぶとむし | ちょう     | あり       | とんぼ     | ゴミムシダマシ         | カラオケ・オケラのカラオケラ     | 1995年09月09日           |                |
| 10     | かまきり   | かぶとむし | はち       | くも       |                        | カラオケ・オケラのカラオケラ     | 1995年09月30日           |                |
| 11     | とんぼ     | かぶとむし | せみ       | あり       |                        | ダンゴ・ダンゴムシ               | 1995年10月14日           |                |
| 12     | ちょう     | くも       | はち       | かまきり   | はではでむし           | ダンゴ・ダンゴムシ               | 1995年10月28日           |                |
| 13     | かぶとむし | ちょう     | くも       | あり       |                        | カマキリのかあちゃん             | 1995年11月11日           |                |
| 14     | とんぼ     | たがめ     | はち       | が         | バッタだらけ           | カマキリのかあちゃん             | 1995年11月25日           |                |
| 15     | かぶとむし | はち       | ちょう     | たがめ     | エライぞむしは空をとぶ | まったく、まったく、まったクモー | 1995年12月09日           |                |
| 16     | ちょう     | とんぼ     | くも       | あり       |                        | まったく、まったく、まったクモー | 1996年01月11日           |                |
| 17(再) | かぶとむし | こおろぎ   | とんぼ     | くも       |                        | イモムシロック                   | 1996年01月20日           |                |
| 18(再) | ちょう     | せみ       | はち       | かまきり   |                        | フン・フン・フンコロガシ         | 1996年02月03日           |                |
| 19(再) | かぶとむし | ちょう     | たがめ     | あり       | せみ                   | おこりむし                       | イモムシロック           | 1996年02月17日 |
| 20(再) | ちょう     | ほたる     | はち       | たがめ     |                        | きょうふのあな                   | フン・フン・フンコロガシ | 1996年03月02日 |

### あにまるQ（第2シリーズ）
| 回 | 出題キャラ | 出題キャラ | 出題キャラ | 出題キャラ | こんちはあかちゃん | 曲                             | 初回放送日           |
| 回 | 1問目      | 2問目      | 3問目      | 4問目      | こんちはあかちゃん | 曲                             | 初回放送日           |
| -- | ---------- | ---------- | ---------- | ---------- | ------------------ | ------------------------------ | -------------------- |
| 1  | ぞう       | だちょう   | らいおん   | かんがるー | アザラシ           | ウシのいぶくろ                 | 1996年04月27日       |
| 2  | ぺんぎん   | かめ       | かば       | さる       | チーター           | あいつのなまえはナマケモノ     | 1996年06月01日       |
| 3  | さる       | だちょう   | かば       | かめ       |                    | クロック・ロックにわとりじゃん | 1996年06月29日       |
| 4  | らいおん   | かんがるー | ぞう       | ぺんぎん   | オラウータン       | ニッポンのたぬき               | 1996年07月13日       |
| 5  | らいおん   | かめ       | かば       | ぺんぎん   | イノシシ           | とべとべコウモリ               | 1996年09月05日       |
| 6  | さる       | かんがるー | だちょう   | ぞう       | エゾリス           | イカスミダ・タコスミダ         | 1996年10月05日       |
| 7  | らいおん   | かば       | だちょう   | さる       | タコ               | アリとアリクイ                 | 1996年11月02日       |
| 8  | ぞう       | かんがるー | ぺんぎん   | かめ       | ライオン           | ラッコのひみつ                 | 1996年11月30日       |
| SP |            |            |            |            | ー                 |                                | 1997年01月01日 - 3日 |
| 9  | らいおん   | かんがるー | だちょう   | ぞう       |                    | ウシのいぶくろ                 | 1997年01月25日       |
| 10 | ぺんぎん   | かば       | かめ       | さる       | タンチョウ         | ただしいこぶた                 | 1997年02月22日       |

### むしまるQ（第3シリーズ）

#### 1997年度
| 回 | 出題キャラ | 出題キャラ | 出題キャラ | 出題キャラ | マータギーネスペース | 曲                         | 初回放送日     |
| 回 | 1問目      | 2問目      | 3問目      | 4問目      | マータギーネスペース | 曲                         | 初回放送日     |
| -- | ---------- | ---------- | ---------- | ---------- | -------------------- | -------------------------- | -------------- |
| 1  | ねずみ     | はち       | くも       | いか・たこ | かお                 | はてなのはね               | 1997年05月17日 |
| 2  | とんぼ     | さる       | かまきり   | ぺんぎん   | かに                 | キリンのキリコはねむれない | 1997年06月14日 |
| 3  | かぶとむし | いか・たこ | ねずみ     | ちょう     | さけ                 | カブトムシは840えん        | 1997年06月28日 |
| 4  | こおろぎ   | かば       | たがめ     | だちょう   | はり                 | ヘビメタ・スネーク         | 1997年09月20日 |
| 5  | かまきり   | いか・たこ | あり       | かめ       | ぼて                 | ライオンのドンファン       | 1997年10月04日 |
| 6  | ねずみ     | こおろぎ   | かば       | ほたる     | ぽよ                 | あいのうんち               | 1997年10月18日 |
| 7  | らいおん   | ちょう     | くも       | さる       | ぷく                 | おしえてティラノサウルス   | 1997年11月29日 |
| 8  | かぶとむし | いか・たこ | たがめ     | だちょう   | かお                 | チョウの来た道             | 1997年12月13日 |
| SP |            |            |            |            | ー                   |                            | 1997年12月31日 |
| 9  | ぺんぎん   | ほたる     | はち       | さる       | えだ                 | ハチのひとこと             | 1998年01月10日 |
| 10 | かぶとむし | いか・たこ | ほたる     | ねずみ     | むし                 | サナギのきもち             | 1998年03月07日 |

#### 1999年
「むしむしQ」「あにまるQ」のクイズ・ミニコーナー・楽曲をそのまま放送し、うららのセリフのみ新規収録したパターン。
| 回 | 出題キャラ | 出題キャラ | 出題キャラ | 出題キャラ | ミニコーナー       | 曲                                          | 初回放送日     |
| 回 | 1問目      | 2問目      | 3問目      | 4問目      | ミニコーナー       | 曲                                          | 初回放送日     |
| -- | ---------- | ---------- | ---------- | ---------- | ------------------ | ------------------------------------------- | -------------- |
| 1  | かぶとむし | かんがるー | ちょう     | かめ       | にんじゃむし       | イカスミダ・タコスミダ                      | 1999年01月08日 |
| 2  | ぞう       | せみ       | だちょう   | かまきり   | イノシシ           | あいつのなまえはナマケモノ                  | 1999年01月23日 |
| 3  | さる       | ちょう     | かば       | とんぼ     | ありじごく         | とべとべコウモリ                            | 1999年02月06日 |
| 4  | たがめ     | かば       | あり       | さる       | タコ               | アリとアリクイ                              | 1999年02月20日 |
| 5  | かぶとむし | だちょう   | こおろぎ   | ぺんぎん   | きょだいダンゴムシ | まったく、まったく、まったクモー            | 1999年03月06日 |
| 6  | ちょう     | らいおん   | せみ       | ぺんぎん   | ー                 | カラオケ・オケラのカラオケラ ウシのいぶくろ | 1999年04月09日 |
| 7  | さる       | かぶとむし | かめ       | たがめ     | ー                 | カブトムシは840えん ニッポンのたぬき        | 1999年04月24日 |
| 8  | ぞう       | あり       | かんがるー | とんぼ     | クラカケアザラシ   | フン・フン・フンコロガシ                    | 1999年05月08日 |
| 9  | かぶとむし | だちょう   | はち       | ぺんぎん   | ゴミムシダマシ     | アリとアリクイ                              | 1999年05月22日 |
| 10 | らいおん   | くも       | ちょう     | かんがるー | タンチョウ         | イカスミダ・タコスミダ                      | 1999年06月05日 |

### むしまるQゴールド（第4シリーズ）
| 回 | 出題キャラ | 出題キャラ | 出題キャラ | 出題キャラ | Dr.ゾー                        | 曲                                     | 初回放送日     |
| 回 | 1問目      | 2問目      | 3問目      | 4問目      | Dr.ゾー                        | 曲                                     | 初回放送日     |
| -- | ---------- | ---------- | ---------- | ---------- | ------------------------------ | -------------------------------------- | -------------- |
| 1  | かぶとむし | ねずみ     | かまきり   | いか・たこ | オカダンゴムシ                 | ピーター・プランクトン                 | 1999年06月19日 |
| 2  | さる       | たがめ     | かば       | ちょう     | クラゲ                         | じいちゃんは、ホタルになった。         | 1999年07月03日 |
| 3  | かぶとむし | いか・たこ | たがめ     | らいおん   | キノボリトカゲ                 | すてきなきみ                           | 1999年08月27日 |
| 4  | とんぼ     | かめ       | ちょう     | かば       | トビハゼ                       | チョー（E）!                           | 1999年09月11日 |
| 5  | ぞう       | はち       | ぺんぎん   | ほたる     | キツネ                         | フクロウはしっている                   | 1999年09月25日 |
| 6  | らいおん   | ちょう     | いか・たこ | せみ       | シマリス                       | 恋してウミガメ                         | 2000年01月14日 |
| 7  | かぶとむし | かめ       | たがめ     | さる       | カンガルー                     | カエルのへそのお                       | 2000年01月29日 |
| 8  | かぶとむし | いか・たこ | くも       | ねずみ     | クリオネ                       | 哀愁のヨーロッパバイソンやねん         | 2000年02月12日 |
| 9  | さる       | たがめ     | はち       | らいおん   | ゲレヌク                       | サバク・サバイバル～人類ラクダ化計画～ | 2000年02月26日 |
| 10 | ぞう       | あり       | かんがるー | ちょう     | ソメンヤドカリ イソギンチャク  | いのちのかね                           | 2000年03月11日 |
| 11 | ぞう       | せみ       | いか・たこ | ちょう     | ナナフシ                       | サーモンU・S・A                        | 2000年07月15日 |
| 12 | ねずみ     | たがめ     | かめ       | くも       | エゾバカガイ                   | カニクイザルのゆううつ                 | 2000年09月01日 |
| 13 | かぶとむし | さる       | はち       | いか・たこ | 毛虫                           | カンガルー・ジャンプ                   | 2000年09月16日 |
| 14 | ねずみ     | あり       | こおろぎ   | くも       | トナカイ                       | カレイなるヒラメ                       | 2000年11月25日 |
| 15 | とんぼ     | ぞう       | はち       | かば       | 子供のヒョウ                   | だいQ～ハラ、イッパイ、ヘッタ～        | 2000年12月09日 |
| 16 | らいおん   | たがめ     | ねずみ     | はち       | イカ・タツノオトシゴの赤ちゃん | シロクロつけてくだサイ                 | 2001年01月12日 |
| 17 | かぶとむし | かば       | くも       | だちょう   | オオムラサキ                   | へ、へ、へ、へっぴりむし               | 2001年01月20日 |
| 18 | ねずみ     | とんぼ     | かめ       | たがめ     | イチゴヤドクガエル             | ぞうがめ                               | 2001年01月27日 |
| 19 | かば       | はち       | くも       | だちょう   | トンボ・バッタ（スロー映像）   | かなしきサラブレッド                   | 2001年02月17日 |
| 20 | ちょう     | だちょう   | くも       | いか・たこ | タテゴトアザラシ               | ロバにのっていこう                     | 2001年03月03日 |
| 21 | ちょう     | かんがるー | くも       | かば       | ハバチ                         | ボス豚                                 | 2001年06月30日 |
| 22 | かぶとむし | いか・たこ | かまきり   | さる       | エゾクロテン                   | スワローアゲイン（夏が来る）           | 2001年07月14日 |
| 23 | かぶとむし | かんがるー | たがめ     | だちょう   | ウミウシ                       | ミ・ツ・バ・チャ・い・た・い           | 2001年08月31日 |
| 24 | らいおん   | ちょう     | いか・たこ | あり       | イワドリ                       | じみへん                               | 2001年09月29日 |
| 25 | かぶとむし | いか・たこ | あり       | かめ       | オオサイチョウ                 | カキはえいゆう                         | 2001年10月13日 |
| 26 | かぶとむし | かめ       | ねずみ     | かまきり   | テナガコガネ                   | トゲナナフシかげきだん                 | 2001年11月10日 |
| 27 | らいおん   | あり       | かまきり   | だちょう   | ハス                           | ナメク☆ジノバネリ～NEVER LOSER～       | 2001年11月24日 |
| 28 | ねずみ     | はち       | だちょう   | ちょう     | オカダンゴムシ                 | ミドリガメのうた                       | 2002年01月11日 |
| 29 | さる       | くも       | かば       | ちょう     | サケの産卵・孵化               | クロハゲワシのワケ                     | 2002年02月09日 |
| 30 | ぞう       | はち       | かめ       | かぶとむし | タンポポ                       | みずのなかのちいさなクマ               | 2002年02月23日 |
| 31 | さる       | たがめ     | だちょう   | くも       | 昆虫のスロー映像               | あうんのドッグ                         | 2002年07月06日 |
| 32 | らいおん   | ちょう     | ぺんぎん   | たがめ     | シマリス                       | もえよ!クチバシ～カモノハシへのみち～  | 2002年09月28日 |
| 33 | いか・たこ | かまきり   | だちょう   | かぶとむし | タテゴトアザラシ               | ハムスターのひげき                     | 2002年10月12日 |
| 34 | かぶとむし | ねずみ     | かまきり   | ぺんぎん   | ー                             | ホタル・カリフォルニア                 | 2003年04月11日 |
| 35 | らいおん   | あり       | だちょう   | とんぼ     | ゴミムシダマシ                 | ウーパークィーンのきゅうでん           | 2003年05月02日 |
| 36 | かまきり   | ねずみ     | たがめ     | だちょう   |                                | マッコウクジラはせんすいキング         | 2003年11月14日 |
| 37 | かぶとむし | かめ       | たがめ     | かば       | 巨大ダンゴムシ                 | ドシラの歌                             | 2003年11月28日 |
| 38 | ぺんぎん   | かまきり   | かんがるー | とんぼ     | ヤマネ                         | キミチーター（ぼくらはヒョウ）         | 2003年12月12日 |
| 39 | かまきり   | かば       | はち       | だちょう   | キノコ                         | ち・ぶ・さ                             | 2004年02月27日 |
| 40 | ねずみ     | ほたる     | ぺんぎん   | ちょう     | アカゲラ                       | 大脱皮のテーマ                         | 2004年03月12日 |

### 出題回数データ
| 出題キャラ | むしむしQ | あにまるQ | むしまるQ | むしまるQ （再） | むしまるQ ゴールド | 総合出題回数 |
| ---------- | --------- | --------- | --------- | ---------------- | ------------------ | ------------ |
| かぶとむし | 11        |           | 3         | 4                | 14                 | 32           |
| ちょう     | 11        | 2         | 4         | 12               | 29                 |              |
| とんぼ     | 6         | 1         | 2         | 5                | 14                 |              |
| たがめ     | 7         | 2         | 2         | 12               | 23                 |              |
| かまきり   | 4         | 2         | 1         | 9                | 16                 |              |
| あり       | 5         | 1         | 2         | 6                | 14                 |              |
| くも       | 6         | 2         | 1         | 9                | 18                 |              |
| はち       | 9         | 2         | 1         | 9                | 21                 |              |
| せみ       | 5         | 0         | 2         | 2                | 9                  |              |
| ほたる     | 4         | 3         | 0         | 2                | 9                  |              |
| こおろぎ   | 1         | 2         | 1         | 1                | 5                  |              |
| が         | 1         | 0         | 0         | 0                | 1                  |              |
| らいおん   |           | 5         | 1         | 2                | 8                  | 16           |
| ぞう       | 5         | 0         | 2         | 5                | 12                 |              |
| かば       | 5         | 2         | 2         | 9                | 18                 |              |
| さる       | 5         | 3         | 3         | 7                | 18                 |              |
| ぺんぎん   | 5         | 2         | 3         | 5                | 15                 |              |
| かんがるー | 5         | 0         | 3         | 4                | 12                 |              |
| かめ       | 5         | 1         | 2         | 8                | 16                 |              |
| だちょう   | 5         | 2         | 3         | 11               | 21                 |              |
| ねずみ     |           | 4         |           | 11               | 15                 |              |
| いか・たこ | 5         | 11        | 16        |                  |                    |              |

## 関連商品

### ビデオ（VHS）

#### むしむしQ
- 1,ごりっぱびしばし編
- 2,ぴろりん・ばけばけ編
- 3,ばくばく・うるうる編

#### あにまるQ
- 1,うまれるよ きびしいね編
- 2,どんなもんだい・なにしてるの？編
- 3,なんてなまえ・こんなことするよ編

#### その他
- むしまるQ ソングコレクション

### DVD
むしまるQ ソングコレクション（2006/11/22発売）コロムビアミュージックエンタテインメントCOBC-4595

### CD

#### むしむしQ
- むしむしQ（1995年12月21日発売）

#### あにまるQ
- あにまるQ（1997年1月21日発売）

#### むしまるQ
- むしまるQ 〜ただしいこぶた〜（1997年5月31日発売）
- むしまるQ 〜カブト虫は840円〜（1998年4月21日発売）

#### むしまるQゴールド
- むしまるQゴールド 〜いのちのかね〜（2000年4月21日発売）
- むしまるQゴールド 〜だいQ（ハライッパイ、ヘッタ）〜（2001年4月21日発売）
- むしまるQゴールド 〜スワローアゲイン（夏が来る）〜（2001年10月20日発売）
- むしまるQゴールド 〜水の中の小さなクマ〜（2002年4月20日発売）
- むしまるQゴールド 歌のアルバム大全集 〜すてきなきみ〜（2002年6月21日発売）
- むしまるQゴールド 〜ホタル・カリフォルニア〜（2003年4月23日発売）
- むしまるQゴールド 大集合! 〜大脱皮のテーマ〜（2004年4月21日発売）

#### その他
- なんでもQ 歌のアルバム大全集 〜はてなのはね〜（2000年6月21日発売）

### 本
- むしむしQちょう
- むしむしQかぶとむし
- むしむしQトンボ
- むしむしQカマキリ
- むしむしQくも

### CD-ROM
- むしむしQ
- あにまるQ